# Syllabus Errorum
Syllabus Errorum (lat.: Popis zabluda) je dodatak enciklici „Quanta cura” koju je objavio papa Pio IX. 8. prosinca 1864. godine.
Dodatak sadrži 80 točaka, odnosno ideja neprihvatljivih za katolike. Tako je osuđen panteizam, racionalizam, indiferentizam i socijalizam. U nastavku se osuđuje slobodno zidarstvo, etatizam i liberalizam.
Konzervativni krugovi su pozdravili objavu Syllabusa dok druga strana nije prihvatila takva upozorenja i nastavila je prihvaćati dio ideja koje je Pio IX. osudio.

### Članci
- Medved, Marko. 2013. Katolici i politika: od Syllabusa Pija IX. do Drugog vatikanskog koncila. Riječki teološki časopis. Riječki teološki časopis. Rijeka. 42 (2): 341–362

## Vanjske poveznice
- Prijevod „Syllabusa” na hrvatski
- Prijevod „Syllabusa” na latinski i talijanski